# Menétrux-en-Joux
Menétrux-en-Joux è un comune francese di 52 abitanti situato nel dipartimento del Giura nella regione della Borgogna-Franca Contea.

## Società

### Evoluzione demografica
Abitanti censiti